# Parada Acuña
Parada Acuña es una localidad y estación de ferroacarril argentina, ubicada en el departamento Monte Caseros de la provincia de Corrientes. Depende administrativamente de Colonia Libertad, de cuyo centro urbano dista unos 20 km. A menos de 5 km discurre el arroyo Curuzú Cuatiá.
Las tierras de la zona se consideran aptas para labranza, siendo las menos densamente pobladas del departamento.

## Toponimia
Debe su nombre al hecho de ser una parada del ferrocarril entre Curuzú Cuatiá y Monte Caseros, y Acuña por la familia originalmente propietaria de estas tierras.

## Vías de comunicación
Se halla sobre la ruta provincial 25 (de ripio), que la vincula al norte con la ciudad de Curuzú Cuatiá y al sudeste con Colonia Libertad y Monte Caseros a través de la misma ruta provincial 25.

## Infraestructura
Cuenta con una escuela.

## Población
Cuenta con 159 habitantes (Indec, 2010), lo que representa un descenso del 23 % frente a los 207 habitantes (Indec, 2001) del censo anterior. Según los últimos censos de 2001 y 2010, es la localidad de la provincia de Corrientes que ha perdido habitantes entre los dos últimos censos.
| Gráfica de evolución demográfica de Parada Acuña entre 1991 y 2010 |
|                                                                    |
| Fuente: censos nacionales del INDEC                                |